# 난징 지하철 10호선
난징 지하철 10호선 (중국어 간체자: 南京地铁10号线)은 2014년 7월 1일에 개통된 난징 지하철의 첫 번째 운영 지하철 노선이다.

## 개통 연혁
- 2005년 9월 3일 - 1호선 안더먼 역 ~ 올림픽 스포츠 센터 역 구간 개통
- 2014년 6월 1일 - 1호선 안더먼 역 ~ 올림픽 스포츠 센터 역 구간 영업 정지
- 2014년 7월 1일 - 올림픽 스포츠 센터 역 ~ 위산 로 역 구간 개통, 1호선 안더먼 역 ~ 올림픽 스포츠 센터 역 구간 10호선으로 합류하다

## 역 목록
|                                  |                   |                        |                   |  |  |            |  |  |
| 안더먼                           | 安德门            | Andemen                | ■ 1호선           |  |  | 위화타이구 |  |  |
| 샤오항                           | 小行              | Xiaohang               |                   |  |  | 위화타이구 |  |  |
| 중성                             | 中胜              | Zhongsheng             | ■ 7호선           |  |  | 젠예구     |  |  |
| 위안퉁 · 화샤은행                | 元通·华夏银行     | Yuantong / Huaxia Bank | ■ 2호선           |  |  | 젠예구     |  |  |
| 올림픽 스포츠 센터               | 奥体中心          | Olympic Stadium        |                   |  |  | 젠예구     |  |  |
| 멍더우 대가                      | 梦都大街          | Mengdudajie            |                   |  |  | 젠예구     |  |  |
| 그린 엑스포 공원                 | 绿博园            | Lüboyuan               | ■ 9호선 (공사중)  |  |  | 젠예구     |  |  |
| 장신저우                         | 江心洲            | Jiangxinzhou           |                   |  |  | 젠예구     |  |  |
| 린장 · 청소년 올림픽 스포츠 공원 | 临江·青奥体育公园 | Linjiang / YOGSP       |                   |  |  | 푸커우구   |  |  |
| 푸커우 완후이청                  | 浦口万汇城        | Pukouwanhuicheng       | ■ 11호선 (공사중) |  |  | 푸커우구   |  |  |
| 난징 공업대학                    | 南京工业大学      | Nanjing Tech           |                   |  |  | 푸커우구   |  |  |
| 룽화 로                          | 龙华路            | Longhualu              |                   |  |  | 푸커우구   |  |  |
| 원더 로                          | 文德路            | Wendelu                |                   |  |  | 푸커우구   |  |  |
| 위산 로                          | 雨山路            | Yushanlu               |                   |  |  | 푸커우구   |  |  |
|                                  |                   |                        |                   |  |  |            |  |  |

## 같이 보기
- 난징 지하철